# Coppa del Mondo di combinata nordica 1996
La Coppa del Mondo di combinata nordica 1996, tredicesima edizione della manifestazione organizzata dalla Federazione Internazionale Sci, ebbe inizio il 6 dicembre 1995 a Steamboat Springs, negli Stati Uniti, e si concluse il 16 marzo 1996 a Oslo, in Norvegia.
Furono disputate 13 gare in altrettante località, tutte individuali Gundersen: 5 su trampolino normale, 8 su trampolino lungo.
Il norvegese Knut Tore Apeland si aggiudicò la coppa di cristallo, il trofeo assegnato al vincitore della classifica generale. Non vennero stilate classifiche di specialità; Kenji Ogiwara era il detentore uscente del trofeo.

## Risultati
| Data             | Località          | Nazione     | Trampolino            | Spec.       | Primo               | Secondo           | Terzo               |
| ---------------- | ----------------- | ----------- | --------------------- | ----------- | ------------------- | ----------------- | ------------------- |
| 6 dicembre 1995  | Steamboat Springs | Stati Uniti | Howelsen K88          | IN NH/15 km | Todd Lodwick        | Bård Jørgen Elden | Marco Zarucchi      |
| 16 dicembre 1995 | Sankt Moritz      | Svizzera    | Olympiaschanze K94    | IN NH/15 km | Knut Tore Apeland   | Kenji Ogiwara     | Bjarte Engen Vik    |
| 19 dicembre 1995 | Val di Fiemme     | Italia      | Giuseppe Dal Ben K120 | IN LH/15 km | Jari Mantila        | Knut Tore Apeland | Fred Børre Lundberg |
| 6 gennaio 1996   | Schonach          | Germania    | Langenwaldschanze K90 | IN NH/15 km | Fred Børre Lundberg | Kenji Ogiwara     | Knut Tore Apeland   |
| 13 gennaio 1996  | Štrbské Pleso     | Slovacchia  | MS 1970 K120          | IN LH/15 km | Kenji Ogiwara       | Jari Mantila      | Knut Tore Apeland   |
| 20 gennaio 1996  | Liberec           | Rep. Ceca   | Ještěd K120           | IN LH/15 km | Sylvain Guillaume   | Kenji Ogiwara     | Knut Tore Apeland   |
| 4 febbraio 1996  | Seefeld in Tirol  | Austria     | Toni Seelos K90       | IN NH/15 km | Knut Tore Apeland   | Sylvain Guillaume | Todd Lodwick        |
| 10 febbraio 1996 | Chaux-Neuve       | Francia     | La Côté Feuillée K90  | IN NH/15 km | Kenji Ogiwara       | Knut Tore Apeland | Halldor Skard       |
| 18 febbraio 1996 | Murau             | Austria     | Hans Walland K120     | IN LH/15 km | Mario Stecher       | Jari Mantila      | Kouji Takasawa      |
| 23 febbraio 1996 | Trondheim         | Norvegia    | Granåsen K120         | IN LH/15 km | Knut Tore Apeland   | Hannu Manninen    | Kenji Ogiwara       |
| 2 marzo 1996     | Lahti             | Finlandia   | Salpausselkä K114     | IN LH/15 km | Bjarte Engen Vik    | Knut Tore Apeland | Hannu Manninen      |
| 8 marzo 1996     | Falun             | Svezia      | Lugnet K115           | IN LH/15 km | Hannu Manninen      | Kenji Ogiwara     | Jari Mantila        |
| 16 marzo 1996    | Oslo              | Norvegia    | Holmenkollen K110     | IN LH/15 km | Bjarte Engen Vik    | Knut Tore Apeland | Halldor Skard       |

Legenda:

IN = individuale Gundersen

NH = trampolino normale

LH = trampolino lungo

## Classifiche

### Generale
| Pos. | Nome                | Nazione   | Punti |
| ---- | ------------------- | --------- | ----- |
| 1    | Knut Tore Apeland   | Norvegia  | 1456  |
| 2    | Kenji Ogiwara       | Giappone  | 1256  |
| 3    | Jari Mantila        | Finlandia | 1147  |
| 4    | Bjarte Engen Vik    | Norvegia  | 901   |
| 5    | Halldor Skard       | Norvegia  | 808   |
| 6    | Sylvain Guillaume   | Francia   | 799   |
| 7    | Fred Børre Lundberg | Norvegia  | 672   |
| 8    | Hannu Manninen      | Finlandia | 639   |
| 9    | Jens Deimel         | Germania  | 583   |
| 10   | Mario Stecher       | Austria   | 555   |

### Nazioni
| Pos. | Nazione   | Punti |
| ---- | --------- | ----- |
| 1    | Norvegia  | 5661  |
| 2    | Finlandia | 2742  |
| 3    | Giappone  | 2436  |
| 4    | Francia   | 2005  |
| 5    | Germania  | 1794  |